# Andrés Carrasco
Andrés Eduardo Carrasco, conocido como Andrés Carrasco (16 de junio de 1946, Argentina - 10 de mayo del 2014, Buenos Aires, Argentina), fue un médico argentino especializado en biología molecular y en biología del desarrollo. Entre otros cargos de importancia, fue presidente del CONICET y jefe del Laboratorio de Embriología de la Universidad de Buenos Aires (UBA). Se destacó por sus investigaciones sobre genes homeóticos y sobre los efectos nocivos del glifosato en el desarrollo de vertebrados.
Fue miembro activo de las siguientes sociedades científicas: Sociedad Argentina de Neuroquímica (SAN), Sociedad Argentina de Investigación Bioquímica (SAIB), Asociación Argentina de Biología del Desarrollo (AADB) y la Sociedad de Biología del Desarrollo (SDB-USA). Dictó y participó en numerosos cursos y simposios tanto a nivel nacional como internacional y publicó libros desde 1971 referidos a la temática "biología molecular y embriología".

## Biografía
Andrés Carrasco nació en Buenos Aires en 1946. En 1971 se gradua de médico en la Universidad de Buenos Aires (UBA). Fue profesor de fisiología, biología celular y embriología en la UBA hasta 1981 cuando comenzó a trabajar como becario posdoctoral de Edward De Robertis en a Universidad de Basilea en Suiza. Allí fue el responsable de la clonación y secuenciación del primer gen homeobox de vertebrados que llevaría el nombre de AC1/Hoxc6, el cual está implicado en el desarrollo de los individuos.
En 1984, Carrasco comienza a trabajar en el Instituto de Biología Celular y Molecular de la Universidad de Indiana donde realiza la primera hibridación in situ en embriones de Xenopus laevis. Fue la primera demostración de la distribución espacial de un Hox con suficiente sensibilidad para detectar un ARNm de baja abundancia en embriones de anfibios. Luego estuvo en el Departamento de Genética Molecular de la Universidad de Texas donde trabajo con ARN antisentido.
En 1990 regresa a Argentina para y logra una posición como investigador del CONICET. Junto a su grupo de investigación se enfocan en temas de embriología y neurociencia. Durante los años 2000 y 2001 es elegido para ocupar el cargo de presidente de CONICET.
Durante la década de 2000 su área de investigación sufre algunos cambios al verse interesado por los efectos que podía tener el glifosato, un conocido herbicida, sobre el desarrollo de vertebrados. El uso del glifosato, comercializado por la empresa Monsanto bajo el nombre de Round-up, se había extendido en Argentina tras la aparición de los cultivos genéticamente modificados. 
En el 2010 publicó en la revista Chemical Research in Toxicology los resultados de esta investigación. Utilizando a la rana (X. laevis) como modelo experimental, Carrasco y sus colaboradores encontraron que el glifosato causaba defectos craneofaciales y en el tubo neural, además de pérdida de neuronas. Sin embargo, este estudio fue criticado por investigadores de Monsanto, Dow Chemical y Syngenta dado que las concentraciones utilizadas en el experimento eran mucho más altas de las que se podrían dar en una situación real.
En 2011 se conoció, a través de un cable diplomático publicado por Wikileaks, que la Embajada de Estados Unidos en Argentina lo había investigado por sus publicaciones relacionadas con el uso del glifosato. Además, recibió llamadas anónimas amenazantes, y el Ministro de Ciencia, José Lino Salvador Barañao, desacreditó su trabajo y defendió el uso del glifosato.
Falleció el 10 de mayo de 2014 en Buenos Aires a causa de un infarto.